# The Makings of Me
The Makings of Me é o quinto álbum de estúdio da cantora de R&B  Monica, lançado em setembro de 2006.